# 庇護權
（被）庇護權，也称为避难权（英語：Right of asylum），最常见的是政治庇护（political asylum），是一種古老的司法概念，此概念認為因政治或宗教信仰不同而被迫害的人可受到其它主權勢力的庇護，从中世纪的教堂和聖所到现代國家的领土和外交代表機構都可以成为提供庇护的场所。
政治避难者不等同于難民的概念，後者是沒有合法途徑、逾期居留和無合法身份證明文件的非法移民和無證移民，而政治庇護者则是通过符合法律的途径向庇护国申请，由庇护国審查處理的合法移民，不過兩者有時候會重疊，因為難民也可能會要求個人政治庇護。
此權源於西方的長期傳統，雖然埃及、希臘和希伯來人更早承認此權。历史上笛卡兒去往低地国家、伏爾泰去往英國、霍布斯去往法國（及在英國內戰時的許多英國貴族）都是各國為遭他國起訴的人提供保護的例子。
20世紀以來，各國廣泛締結雙邊引渡條約，漸漸對傳統的庇護權構成威脅。從國際法角度而言，一國並無義務將他國所稱之罪犯引渡，因為主權的基本內涵之一，正是國家對其境內人員擁有獨立的司法管轄權。所以，庇護制度正是在此原則下發展而成，賦予國家在面對他國指控時擁有審慎判斷的空間。透過拒絕引渡，國家得以保障個人免於出於政治動機、宗教動機、或其他保障動機之迫害。

## 历史

### 各文化经典对庇护权的解读
庇护权是西方的传统，影响西方哲学深远的《圣经》在其中起到了重要作用。
|               | 若有奴仆脱了主人的手、逃到你那里、你不可将他交付他的主人。他必在你那里与你同住、在你的城邑中、要由他选择一个所喜悦的地方居住。你不可欺负他。 |
| ——圣经·申命记 | |

这样的道德理念一直影响到了现代法律，許多西方國家將庇护权視為基本人權之一。

而中国的儒家经典《尚书》写道，
|             | 马牛其风，臣妾逋逃，勿敢越逐，祗复之，我商赉汝。乃越逐不复，汝则有常刑！无敢寇攘，逾垣墙，窃马牛，诱臣妾，汝则有常刑！ |
| ——周书·费誓 | |

以現代漢語解釋，就是：牛马走失了，男女奴仆逃跑了，不许离开队伍去追赶！得到了的，要恭敬送还原主，我会赏赐你们。如果你们擅自离开队伍去追赶，或者不归还原主，你们就要受到常刑！不许抢夺掠取，跨过围墙，偷窃马牛，骗取别人的男女奴仆，这样，你们都要受到常刑。
“臣”与“妾”古代都指奴隶，前者指男奴，后者指女奴。意思是说如果发现奴隶逃跑，要抓来送给主人，匿藏不返，定加严刑。引诱奴隶逃跑，必加重罪。至今中國政府依然不給北韓等國難民政治庇护，並譴責提供政治庇护給中國異議人士的西方國家。

### 古朝鮮庇護權
《後漢書·東夷列傳》：「又立蘇塗，建大木以縣鈴鼓，事鬼神。」
《三国志·魏志·乌丸鲜卑东夷传》：「又诸国各有别邑，名之为苏涂。立大木县铃鼓，事鬼神。诸亡逃至其中，皆不还之，好作贼。其立苏涂之义，有似浮屠，而所行善恶有异。」
馬韓人會在稱為苏涂的地方，樹立祭桿祭祀鬼神，並且若有人逃亡至此會受到保護。

### 古日本庇護權
日本在古代歷史中亦出現過類似庇護的制度。據《日本書紀》記載，公元七世紀，百濟滅亡後，其王族和貴族一部被日本接納安置，並獲得一定程度的保護與地位，這可視為一種對外來政治難民的避難保護。百濟王族的後裔如百濟王氏，後來亦在日本朝廷中擔任職務，顯示古代日本對被難者的接納具有制度上的寬容性與持續性。
此外，在江戶時代，女性並無自主離婚的權利，若遭遇家庭暴力或婚姻壓迫，只能尋求特定寺院的庇護。其中以鎌倉的東慶寺最為知名，女性一旦入寺，寺方即會代表其向夫家斡旋解除婚姻。這類寺院被稱為「縁切寺」，也被視為日本歷史上具庇護功能的宗教性空間，與歐洲中世紀的「教會避難所」有異曲同工之妙。

### 中世紀庇護權

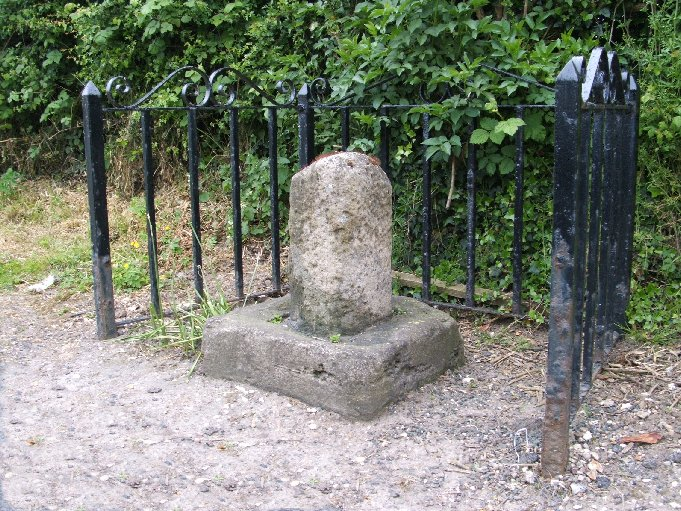
聖約翰比佛利聖所殘存的四顆石碑界其中之一

許多古文明的民族，包括古埃及人、希臘人和羅馬人，承認宗教可在一定範圍保護罪犯（和被控犯罪的人）不受法律追究，此觀念後來也被早期基督教教堂採用，並訂下各種規矩，規定那人為得到保護必須做的事和保護的程度。
在英格蘭，艾瑟柏特國王在西元600年制定了第一條將聖所制度化的法律，到了諾曼時代聖所有兩種：所有的教堂都有較低的那一種，但只有國王特許的教堂是較高的那種，至少有22所教堂有此聖所特許證，包括戰鬥修道院、比佛利（見右圖）、溫徹斯特大教堂、西敏寺和約克大教堂。
罪犯有時可能必須抵達教堂所在地才能得到保護，且可能必須搖特定的鐘，或握住特定的門環，或坐在特定的椅子上，一些這類物品至今還存在。其他地方可能只要抵達教堂或修道院附近地區即可，這些地區的範圍可能遠及1.5英里，且會有標示聖所範圍的石碑，這些石碑有些也存在至今。因此重犯和中世紀執法官員可能會競賽前往最近的聖所，並可能使執法變得困難。
聖所受習慣法管制，尋求庇護者須供認罪行，交出武器，並置於此教堂或修道院的主事的監管下，然後他有40天的時間從兩個選項中選擇：向世俗官方自首並接受審判，或是懺悔罪行然後由最短途徑放逐國外並永不回來，若非得到國王許可，私自回來可能會被依法處決或逐出教會。若嫌犯決定告解罪行和放棄國籍，這會在公眾儀式完成，通常是在教堂大門前，他會將世俗物品交給教堂，土地交給國王，然後驗屍官會替他選擇一個離開英格蘭的港口（雖然有時候可以自己選擇），流亡者會光著腳和不帶帽出發，並隨身攜帶一個木頭十字杖，象徵他受到教堂的保護。理論上他會順著幹道前往目標港口並搭上第一艘離開英格蘭的船，不過實際上流亡者可能在離開一段安全距離後，就拋掉十字杖，另外開始一段新的人生。不過受害者的親人和朋友想必也知道這種手法，並且會用一切手段阻止這種事發生，又或著流亡者真的永遠不會到達目標港口，而是成為義警用流亡者離幹道太遠意圖逃亡為借口下的一個受害者。
瞭解面臨的殘酷選項，一些流亡者會兩項都拒絕，而選擇在40天到達前就逃離庇護所，另一些則是什麼都不選不做，教堂會剝奪流亡者的食物和水直到做出選擇為止。
在玫瑰戰爭期間，約克派和蘭開斯特派在戰場上互有勝負，某派的支持者可能會發現自己被敵對派系包圍而無法回歸本派，這時候他們會衝向最近的教堂聖所，在那待到可以安全離開為止，一個重要例子是伊莉莎白·伍德維爾皇后，愛德華四世的配偶。
庇護規則後來被亨利八世改成只有少數幾種罪行得以請求庇護，中世紀庇護制度最後終於在1623年被詹姆斯一世完全廢除。

## 現代政治庇護
聯合國1951年制定的難民地位公約和1967年難民地位協定為各國政治庇護立法提供指標，在這些協定內，難民指的是處在所屬國籍（若無國籍則是習居地）國家外，且若回國恐因特定因素被迫害的人，特定因素包括種族、國籍、宗教、政治立场和特定社會團體會員，簽署這些協定的會員國有義務不送還或「遣返」難民至他們會面臨迫害的地方。從1990年代開始，一些國家也將性侵害接受為合法的庇護種類，只要申請者能證明其國家不能或不願為其提供保護。

### 美国
美國的政治庇護制度建基於《移民與國籍法案》(INA) 第 208款。解釋庇護資格規定與程序的聯邦條例源於《聯邦規則彙編》(CFR) 8 CFR § 208 及 8 CFR § 1208。
美國目前接納全世界最多尋求庇護者的国家。所有正向庇護（Affirmative Asylum），原則上皆由美國公民及移民服務局所處理。美國的政治庇護制度擁有非常系統的規定：原因是他們因種族、宗教、國籍、特定社會群體成員身份或政治意見而遭受迫害或對於遭受迫害存在合理恐懼。符合資格者，經移民局批准即可取得庇護資格，成為庇護者（asylee），可以無限期留在美國。
美國移民法例規定，目前已實際身處美國，或本身已經在美國境內之非美國公民，無論是否經由指定入境地點進入美國，皆可申請庇護。
根據 INA 208(a)(2)(B)，申請庇護的期限必須在最近一次入境美國時間起算一年內提出。例外情況則不在此限，例如 (1) 母國情況有變而可能影響庇護資格，或 (2) 發生特殊狀況而導致延期申請。非法滯留者，不論移民身分為何，只要在入境美國後的一年內提出申請，或出示因例外狀況而延期申請的豁免證明，均可以申請庇護。
欲申請庇護者，需要填寫表格 I-589「庇護申請和停止遣送出境申請」，並按照指示說明進行。
申請庇護原本是免費的。但2025年大而美法案生效後，庇護程序開始徵收申請費，包含首次遞交I-589表格及其後續處理階段。
現居美國的合法配偶和子女可同時申請庇護，或在做出最後判決之前加入申請。以受撫養家屬身分加入申請的子女必須未滿 21 歲且未婚。受撫養家屬應一同出席庇護面談。
申請庇護者均必須接受背景和安全調查。視調查結果而定，可能會被判定不符合給予庇護的資格。
在2023年2月前获得庇護者必须在獲得批准後的一年，才可以申請綠卡，成為美國永久居民。但2023年2月2日，美國移民局修改規定，容許庇護獲得者在取得庇護後馬上申請綠卡。只要在美國移民局審批個案時，申請人已經在美國連續居住滿一年，就能滿足要求。美國永久居民可以在滿足在美居住時間條件後，申請成為美國公民。
| 原國籍         | 庇護人數 | 百分比 |
| -------------- | -------- | ------ |
| 中华人民共和国 | 7478     | 16.1%  |
| 委內瑞拉       | 6821     | 14.7%  |
| 薩爾瓦多       | 3212     | 6.9%   |
|                | 2591     | 5.6%   |
| 埃及           | 2301     | 4.9%   |
| 印度           | 2259     | 4.9%   |
|                | 1819     | 3.9%   |
| 土耳其         | 1799     | 3.9%   |
| 墨西哥         | 1593     | 3.4%   |
| 俄羅斯         | 1408     | 3.0%   |

| 原國籍         | 庇護人數 | 百分比 |
| -------------- | -------- | ------ |
| 委內瑞拉       | 1506     | 15.5%  |
| 中华人民共和国 | 1195     | 11.6%  |
| 土耳其         | 1030     | 10.0%  |
| 埃及           | 654      | 6.3%   |
|                | 456      | 4.4%   |
|                | 419      | 4.1%   |
| 俄羅斯         | 418      | 4.0%   |
| 薩爾瓦多       | 310      | 3.0%   |
| 奈及利亞       | 306      | 3.0%   |
| 墨西哥         | 303      | 2.9%   |

### 法國
政治庇護受到1958年的第五憲法承認，但自1993年，左派社會黨政府對移民法的諸多修改使法國接近廢棄此一在歐洲有悠久歷史的司法傳統，也因此這些修改受到如法國人權聯盟等組織的反對，儘管法國本身已設有歐洲最為寬鬆的移民法律之一，成為多元文化的社會。
政治庇護在法國同樣是由1951年難民地位公約和1967年難民地位協定定義，1992年歐洲聯盟條約第K1和K2條以及1985年申根協定則定義歐洲移民政策，庇護權則由歐洲聯盟基本權利憲章第18條定義。
在純司法層面，有四種情況可能使一位已被証明回國會被迫害的人無法得到政治庇護：此外國人的存在會對社會秩序造成嚴重威脅、此要求應由其他主權國家處理、此要求已被其他主權國家接受、此要求是對政治庇護制度的濫用。
法國在2003年12月10日的修法主要從2方面限制了政治庇護：
- 新發明了一種稱為「內部庇護」的概念：若此外國人可以在來源國的其他地區避難，庇護要求可能會被拒絕。
- 法國難民保護局（OFPRA）制定了尊重政治權和自由原則的安全國家表，來自這些國家的申請人將可能被自動拒絕。

因此，雖然政治庇護在不同反移民法的制定下仍能保留，但已受到嚴重限制，除了純司法層面以外，行政程序也被用來放慢、最終拒絕原本可能通過的申請。
一個現在的例子，自2001年阿富汗戰爭以來，數以萬計無家可歸的阿富汗難民睡在巴黎靠近東火車站的一個公園，等待政治庇護的許可下來，雖然他們的要求至今未被接受，但被容忍了一段時間，不過自2005年末開始，一些非政府組織注意到警察在搜捕後將阿富汗人和其他移民分開，然後將那些新乘火車抵達東火車站且還未有時間要求政治庇護的人用包機驅逐出境。在2005年5月30日的一項判決強制規定他們在正式手續時需自費雇請翻譯。

### 中华人民共和国
《中华人民共和国宪法》第三十二条第二款规定：中华人民共和国对于因为政治原因要求避难的外国人，可以给予受庇护的权利。
1979年，越南国会副主席黄文欢是目前为止最后一个获得中国的政治庇护的外国人。从1980年代至今，没有任何外国人获得过中国的政治庇护。而到目前为止，曾经获得过中国的政治庇护的外国人都是外国亲共的政治领袖。

### 拉脫維亞
2023年4月，拉脱维亚批准了一名俄罗斯公民的政治避难申请。在此之前他曾因支持俄罗斯反对派阿列克谢·纳瓦利内而遭到当局的骚扰，并且在俄乌战争后他因拒服兵役面临军事法庭对其涉嫌战争罪的审判。

### 加拿大
根據 IRPA 第 96 條，如申請人因以下顧慮離開自己的原籍國或常居國，則可以被定義為公約難民 (Convention Refugee)：
- 因種族被迫害；
- 因宗教信仰被迫害；
- 因政治觀點被迫害；
- 因國籍被迫害；或
- 因身為某社會群體的一員而被迫害。

因此，申請加拿大政治庇護的人可被歸類爲公約難民。 加拿大難民申請人如果回國，可能會面臨下列風險：
- 遭受酷刑；
- 危及生命、其他重大危險；或
- 遭受殘忍與非正常處罰的風險 。